# Englerophytum mayumbense
Englerophytum mayumbense là một loài thực vật có hoa trong họ Hồng xiêm. Loài này được (Greves) ined. mô tả khoa học đầu tiên.